# FC Union Wels
Der FC Union Wels war ein österreichischer Fußballverein aus der oberösterreichischen Bezirksstadt Wels und spielte insgesamt zwei Saisonen in der österreichischen  Bundesliga.

## Geschichte
Der Verein wurde 1946 gegründet und spielte sich in den 1980er Jahren in die 2. Division der Bundesliga hoch. Nach einer Aufstockung der obersten Spielklasse reichte dem FC Union in der Saison 1981/82 der sechste Rang in der 2. Division zum erstmaligen und einzigen Aufstieg in die erste Bundesliga. 
Das erste Spieljahr 1982/83 schlossen die Welser auf dem 14. Platz ab und schafften mit einem Punkt Vorsprung auf die Vienna überraschend den Klassenerhalt. In der Saison 1983/84 geriet der Klub in finanzielle Schwierigkeiten und musste nach der ersten Frühjahrsrunde, die noch im Herbst ausgetragen wurde, Konkurs anmelden. Nach dem letzten Spiel, einem 2:1-Erfolg in Wien gegen den FavAC, erteilte Raika Wels, so hieß der Verein unter der Sponsorenschaft der Raiffeisenkasse, allen Spielern die kostenlose Freigabe und zog sich aus dem laufenden Bewerb zurück. 
Nachdem die Auflösung des Vereins verhindert werden konnte, spielte der ehemalige Erstdivisionär in den nächsten Jahrzehnten nur noch im oberösterreichischen Unterhaus. 2003 fusionierte der FC Union Wels mit dem Stadtrivalen Eintracht zum neuen Fußballclub Wels. 

### Obmänner
- Karl Prummer